# Joseph Jonas
Joseph Jacques Jonas est né en 1930 à Paris. Il est originaire de Galicie orientale, en Ukraine. Il fut caché durant la guerre dans un séminaire en compagnie de son frère Maurice. Il devient par la suite grand reporter à France-Soir sous la direction de Pierre Lazareff. Il a notamment écrit le livre Giscard de tous les jours avec la journaliste Anne Nourry. Celui-ci décrit le quotidien du président alors en exercice, Valéry Giscard d'Estaing.